# Mogro
Mogro es una localidad del municipio de Miengo (Cantabria, España). El lugar goza de ser un enclave turístico, por su belleza paisajística y por su ría natural en la que el río Pas va a parar en el Cantábrico. Demográficamente hablando, con 1317 habitantes (INE 2008), es la localidad más poblada del municipio. Está a una altitud de 45 metros, y a 15 kilómetros de distancia de Santander, lo que ha impulsado la construcción de viviendas dormitorio por su cercanía a la capital de la provincia.
Destaca la iglesia parroquial de San Martín del siglo XVI y el Santuario de la Virgen del Monte, también del siglo XVI, donde se celebran las fiestas más importantes del municipio. Miengo celebra numerosas romerías y verbenas durante la época estival. La patrona del municipio es la Virgen del Monte, a la que se conmemora el 24 de agosto en Mogro.

## Geografía
El Mogro antiguo está situado en una altura, esparcido por los barrios que llamaban de Cavadilla, el Monte y Cabezón. La ría y el Cueto de Mogro son los espacios más sobresalientes en la geografía de este pueblo. La desembocadura del Pas, porque está presente en sus límites por el norte y el este. El Cueto de Mogro, porque acapara con su forma de cono gran parte del territorio situado al sur del pueblo, y es, además de la mayor cumbre de la Honor, uno de sus principales símbolos colectivos.

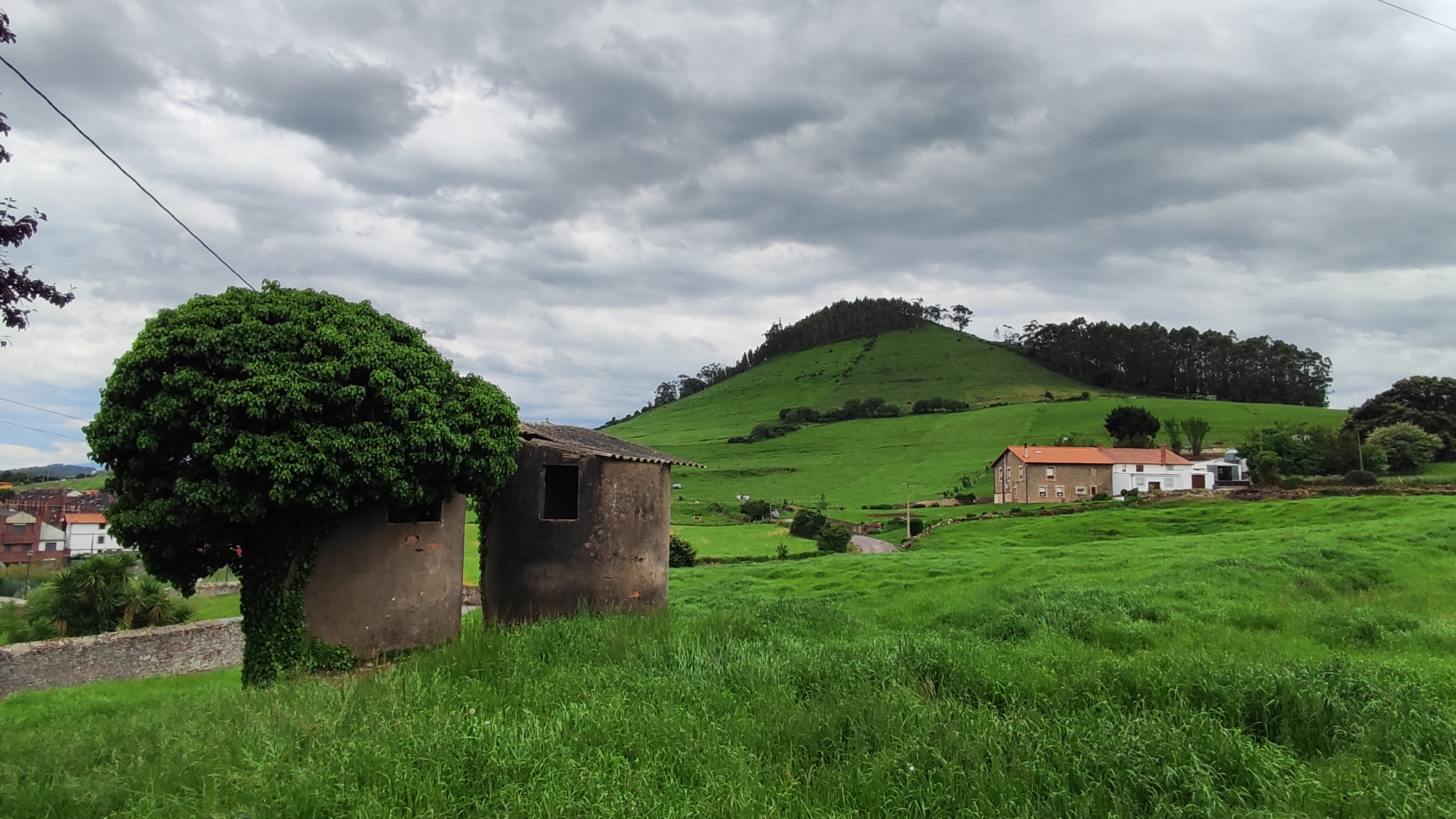
Silos de hierba y Cueto de Mogro (montaña)

El Cueto de Mogro divide las dos vías de comunicación interior más importantes de nuestro municipio: la que avanza por la ruta de Gornazo y Bárcena de Cudón, y la que sigue desde Mogro por la costa, confluyendo ambas en Cudón, donde se cogía la barca de Santo Domingo como un nuevo enlace en el camino.

## Historia
Seguramente que los hombres prehistóricos aprovecharon esta ribera del río Pas para todo tipo de provisiones, como ha quedado atestiguado en la reciente investigación del yacimiento de Barriomonte. El aprovechamiento de estos recursos naturales, de una u otra forma, seguiría siendo una constante a lo largo de la historia, y así nos encontramos hace más de mil años a los vecinos de Mogro trabajando a turnos en las salinas de Miengo por cuya explotación daban una parte los lunes y los sábados al abad de Santillana.

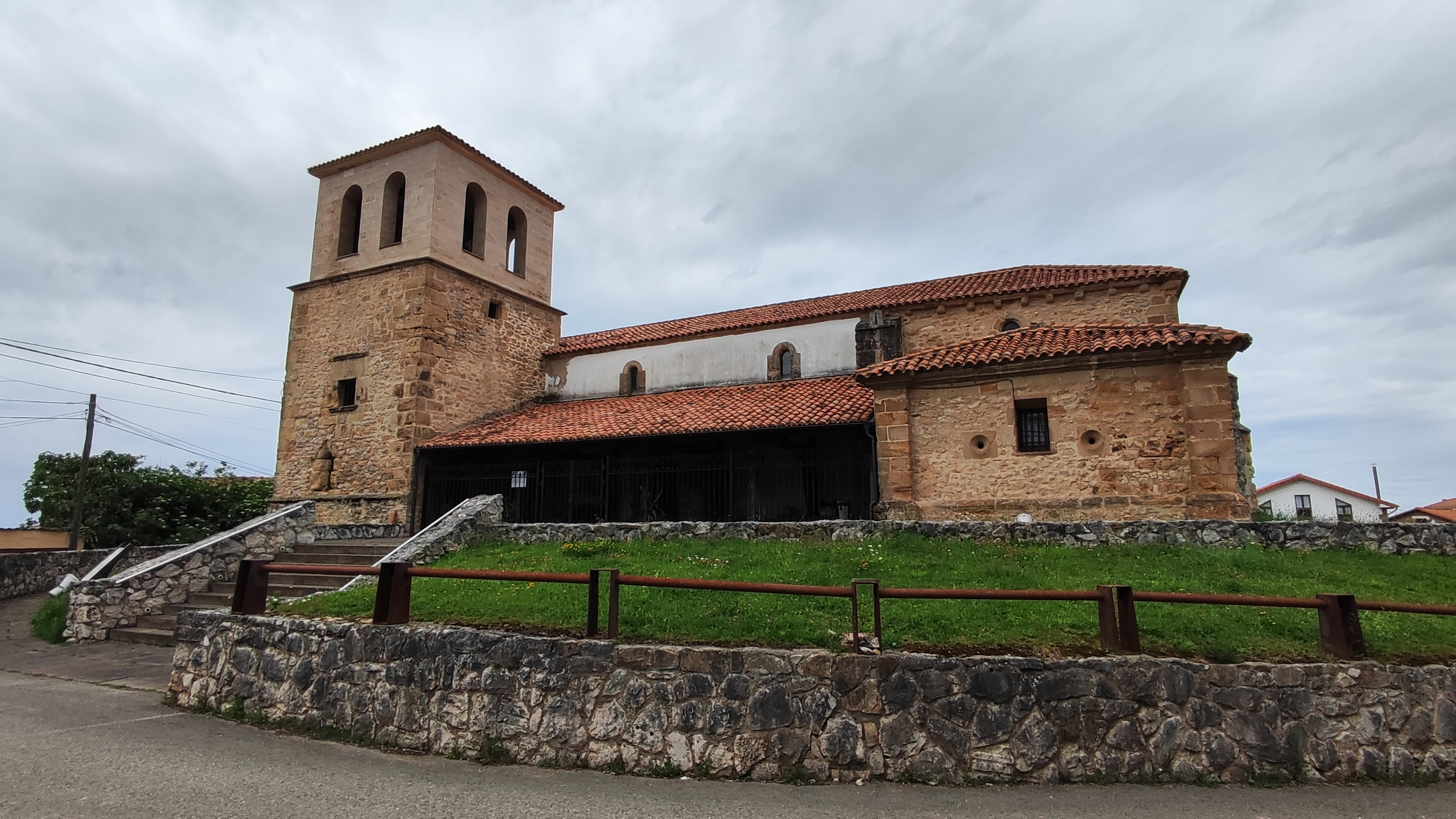
Iglesia de San Martín

La Iglesia de San Martín en Mogro es la construcción más antigua que se conserva en nuestro municipio y una obra singular en su género. La primitiva iglesia, como las demás de la Honor, ya existía por lo menos en el siglo XII, pero todas ha sido objeto de diversas reformas y la mayoría se nos presentan como obras de los siglos XVI y XVII. La construcción de la iglesia de San Martín en Mogro es algo más antigua. Según los expertos, puede ser de finales del siglo XV y principios del siglo XVI, destacando en su conjunto la existencia de una casa-torre adosada a la iglesia, que antes de ser campanario tal vez fuera residencia de algún personaje importante en la historia local.
La iglesia de San Martín en Mogro está siendo reparada en la actualidad con fondos municipales. Se trata de una obra importante, que tiene como objetivo conservar y poner en valor un patrimonio al que no podemos dar la espalda, porque es un testimonio de nuestra historia como pueblo, que debe de estar por encima de otras consideraciones que han intentado poner en tela de juicio esta restauración.
Cuando se estaba construyendo la actual iglesia de San Martín, Mogro contaba con unos 70 vecinos, poco más o menos 300 habitantes. Era probablemente el lugar más poblado de la Honor y unos de los más importantes de toda la comarca comprendida entre las desembocaduras de los ríos Saja, Besaya y Pas. Con ligeros altibajos, la población de Mogro se mantuvo en parecidos valores durante los siglos XVII, XVIII y XIX.
En el siglo XVII se produjo un acontecimiento muy especial. Según la leyenda, una imagen de la Virgen fue hallada en lo alto del monte y trasladada a la iglesia parroquial; pero quiso la imagen, no sabemos de qué modo, volver al lugar donde había sido descubierta. Este es el origen de la ermita de la Virgen del Monte, que no tardó en convertirse en el santuario más importante de la Honor. La devoción por la Virgen debió de sobrepasar pronto nuestros límites municipales, lo cual no es extraño al ver que la ermita fue construida junto a uno de los caminos más importantes de la costa. El Santuario era, además, muy frecuentado por familias de marineros y pescadores, como lo prueba la cantidad de objetos relacionados con el mar, la gran mayoría destruidos poco antes de la Guerra Civil.
Las creencias, las actividades económicas y la forma de vida fueron las mismas durante mucho tiempo. Mediado el siglo XVIII, la mayoría de los vecinos sembraban trigo, lino y maíz; tenían alguna viña de donde hacer vino, huertos para la hortaliza y árboles frutales con manzanas, peras, higos, naranjas y limones. Buena parte del terreno se dedicaba al pasto del ganado en invierno, pues durante cinco meses subían los animales a los puertos de la jurisdicción de Reinosa, donde se alimentaban a renta, siguiendo una práctica inmemorial entre aquellos pueblos y las localidades de la costa.
Una parte de los vecinos de Mogro se dedicaban durante algunos meses a diversos oficios. En 1753 había siete canteros, dos carpinteros, un herrero, dos albañiles, tres cortadores y comerciantes de carne y un maestro de primeras letras. Otro oficio de cierta relevancia en Mogro fue el de maestro remolar, personas que se dedicaban a la fabricación de remos, en un tiempo donde esta herramienta era fundamental para la pesca y la navegación de cabotaje. Se tiene constancia documental de algunas familias especializadas en esta industria artesana por lo menos desde el siglo XVI, aunque esta tradición fue desapareciendo con el paso el tiempo.
La mayoría de las 60 o 70 casas que había entonces en Mogro eran muy similares en cuanto a materiales utilizados y formas de construcción. Predominaban la piedra y la madera en casas de una o dos plantas, un conjunto bastante homogéneo a pesar de las muchas variantes que puede tener la arquitectura montañesa. Junto a las casas populares, había también grandes casonas o palacios que eran de los linajes más notables del pueblo. Algunas todavía se conservan, como el palacio de Alsedo en Hoyabarza, de donde salieron importantes personajes que destacaron en el ejército, la administración pública y las letras.
La población de Mogro se multiplicó por dos entre 1900 y 1950 hasta llegar a los 725 habitantes. En la base de este crecimiento está la disminución de la mortalidad infantil, la mayor esperanza de vida y una mejor perspectiva económica en un entorno donde la industria adquiere un protagonismo hasta entonces desconocido. Mogro, al igual que los demás pueblos del municipio, sigue siendo esencialmente agrario pero va despuntado el obrero mixto como un componente cada vez más firme en su estructura social.
En 1957, la entonces Diputación Provincial de Santander compra la finca Abra del Pas para convertir sus 24 hectáreas en un centro de mejora de la vaca frisona. La vaca pinta había ganado terreno a las demás razas autóctonas durante la primera mitad del siglo XX, por sus aptitudes como productora de leche y gracias a la gran demanda urbana de este alimento. La finca Abra del Pas se convierte así durante varias décadas en un referente regional para el sector ganadero, que vive años de pujanza y transformación también en nuestro municipio.
En los años 50, el turismo todavía era un hecho anecdótico y socialmente muy restringido. Sus primeros efectos más notables coincidieron con la popularidad de los coches y con cierto desahogo económico en la década de los 60 y 70. Al mismo tiempo, comienzan a construirse las primeras urbanizaciones cerca de la ría, como la del Pueblo del Sol, que marca un nuevo rumbo en la dimensión del pueblo y es el embrión de la zona que hoy conocemos como Mogro-playa.

## Turismo

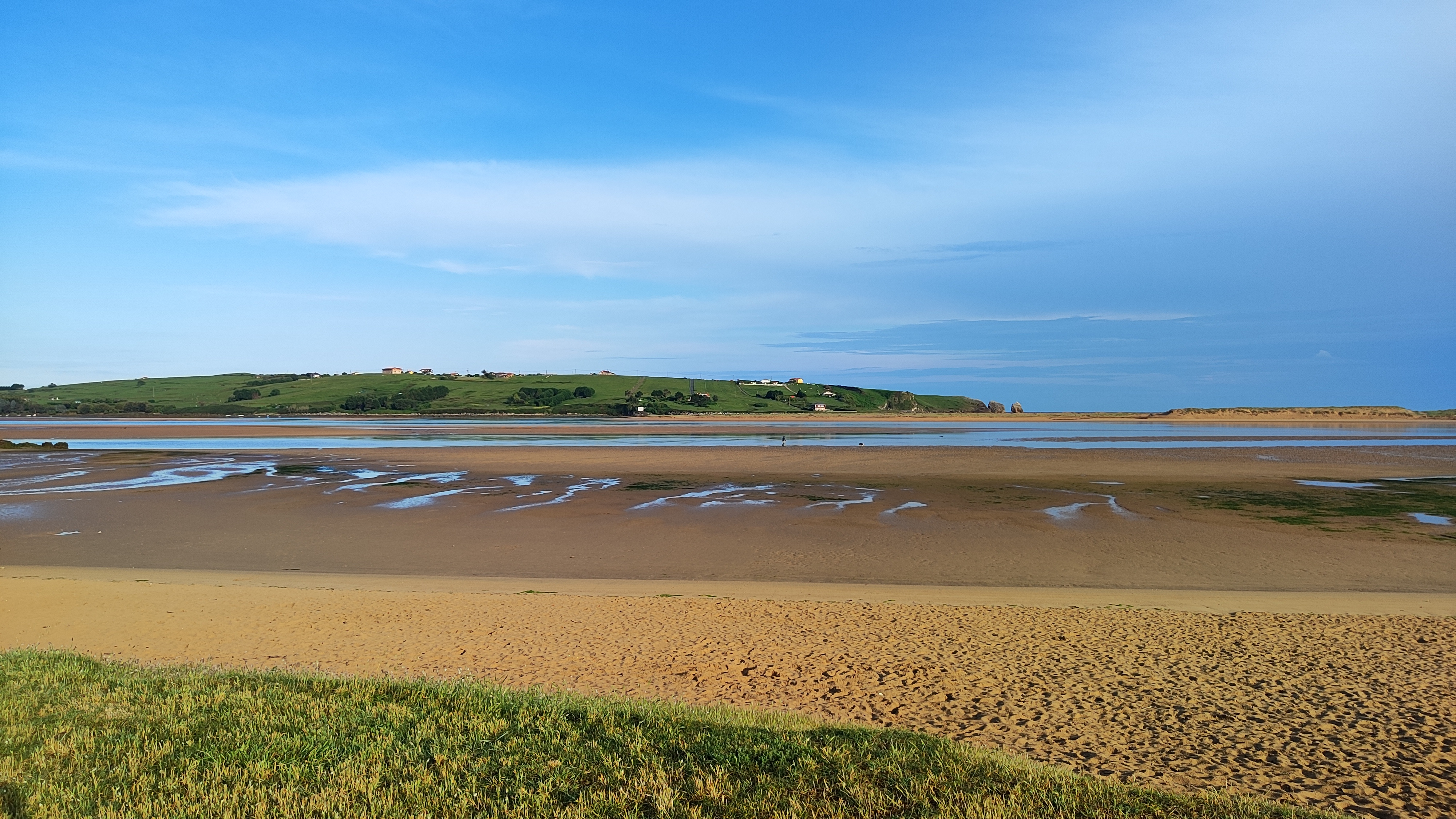
Playa de Usil, Mogro

Mogro es sin duda una de las localidades más concurridas, desde el punto de vista turístico, del municipio de Miengo. Lo más destacable de su entorno es el estuario que configura el río Pas entre la Punta del Águila y la playa de Valdearenas, en el vecino municipio de Piélagos. El río moldea en este punto el Abra del Pas, hoy convertido en un cuidado campo de golf, donde además de practicar deporte se disfruta de un espectacular paisaje.
La playa de Mogro se sitúa de espaldas del mar Cantábrico, salvaguardada por las dunas de Liencres; en sus inmediaciones se han edificado diversas urbanizaciones que se han ido convirtiendo en primera vivienda para muchos habitantes de Santander y de Torrelavega, por su cercanía a ambos núcleos.

## Población
El pueblo de Mogro no estaba preparado para crecer. En 1975, el agua potable no llegaba todavía a las casas. El turismo aportaba visitantes ocasionales, pero la población real de Mogro sufre un estancamiento, e incluso desciende ligeramente hasta los 689 habitantes en el año 1981.
Durante buena parte del siglo XX, Mogro había dejado de ser el lugar más poblado del municipio en beneficio de Miengo y Cudón. Esta situación, cambió radicalmente a raíz de la construcción de la autovía entre Santander y Torrelavega. Entre 1950 y 1990, la población empadronada en Mogro se mantuvo en valores muy similares a pesar del desarrollo del turismo y de la construcción de las primeras urbanizaciones cerca de playa. Pero la puesta en servicio de la autovía fue clave para marcar un cambio de tendencia, un cambio que se notó muchísimo entre 1991 y 1996, cuando se pasó en sólo cinco años de 776 habitantes censados a 1082.
El crecimiento de población en la última década se ha vuelto más moderado, de modo que en la actualidad están censadas 1258 personas, lo que representa aproximadamente una tercera parte de la población municipal.